# Lindy Boggs
Marie Corinne Morrison Claiborne Boggs, més coneguda com a Lindy Boggs (13 de març de 1916-27 de juliol de 2013), va ser una figura política dels Estats Units que va ser membre de la Cambra de Representants dels Estats Units i més tard ambaixadora dels Estats Units davant la Santa Seu. Va ser la primera dona escollida al Congrés de Louisiana. També va ser presidenta permanent de la Convenció Nacional Demòcrata de 1976 i es va convertir en la primera dona a presidir una important convenció del partit.
Era la vídua de l'ex capdavanter majoritari de la Cambra, Hale Boggs, i mare de tres fills: Cokie Roberts (una periodista de televisió), Thomas Hale Boggs Jr., (un important lobby), i Barbara Boggs Sigmund, alcaldessa de Princeton, Nova Jersey, i candidata el 1982 en l'elecció primària senatorial demòcrata de Nova Jersey. Cap representant femenina de Louisiana ha servit en la Cambra des que Boggs va deixar l'oficina.